# 電気毛管乳化
電気毛管乳化（でんきもうかんにゅうか、英: Electrocapillary Emulsification）とは、機械乳化と異なり、系に対して剪断力等の物理的な力を印加することなく、油あるいは水の界面に適当な電圧を印加することにより乳化を達成する方法の一つである。